# Cebrio lanuginosus
Cebrio lanuginosus là một loài bọ cánh cứng trong họ Cebrionidae. Loài này được Chevrolat miêu tả khoa học năm 1874.